# پردراگ پاشیچ
پردراگ پاشیچ (بوسنیایی: Predrag Pašić؛ زادهٔ ۱۸ اکتبر ۱۹۵۸) یک بازیکن فوتبال سابق اهل بوسنی و هرزگوین است که در پست هافبک و مهاجم بازی می‌کرد.
از باشگاه‌هایی که در آن بازی کرده‌است می‌توان به اشتوتگارت اشاره کرد.
وی همچنین در تیم ملی فوتبال یوگسلاوی بازی کرده است.